# Amar Benijlef
Amar Benijlef (El Harrach, 11 de enero de 1982) es un deportista argelino que compitió en judo.
Participó en dos Juegos Olímpicos de Verano en los años 2004 y 2008, obteniendo una medalla de plata en Pekín 2008 en la categoría de –90 kg. En los Juegos Panafricanos de 2007 consiguió una medalla de plata.
Ganó siete medallas en el Campeonato Africano de Judo entre los años 2004 y 2013.

## Palmarés internacional
| Juegos Olímpicos    | Juegos Olímpicos        | Juegos Olímpicos  | Juegos Olímpicos |
| Año                 | Lugar                   | Medalla           | Categoría        |
| ------------------- | ----------------------- | ----------------- | ---------------- |
| 2008                | Pekín (China)           | Medalla de plata  | –90 kg           |
| Juegos Panafricanos |                         |                   |                  |
| Año                 | Lugar                   | Medalla           | Categoría        |
| 2007                | Argel (Argelia)         | Medalla de plata  | –90 kg           |
| Campeonato Africano |                         |                   |                  |
| Año                 | Lugar                   | Medalla           | Categoría        |
| 2004                | Túnez (Túnez)           | Medalla de oro    | –81 kg           |
| 2006                | Puerto Louis (Mauricio) | Medalla de bronce | –90 kg           |
| 2008                | Agadir (Marruecos)      | Medalla de oro    | –90 kg           |
| 2010                | Yaundé (Camerún)        | Medalla de oro    | –90 kg           |
| 2011                | Dakar (Senegal)         | Medalla de oro    | –90 kg           |
| 2012                | Agadir (Marruecos)      | Medalla de bronce | –90 kg           |
| 2013                | Maputo (Mozambique)     | Medalla de bronce | –90 kg           |